# Javier Mariscal
Javier Errando Mariscal (Valencia, 9 de febrero de 1950) es un diseñador multidisciplinario español. Desde 1970 vive y trabaja en Barcelona.

## Biografía
Cursó estudios de diseño en la escuela Elisava de Barcelona pero pronto lo dejó para aprender directamente del entorno y para seguir sus propios impulsos creativos. Sus primeros pasos fueron en el mundo del cómic underground en publicaciones como El Rrollo enmascarado o Star, junto a Farry, Nazario y Pepichek con los que luego se traslada a vivir a un piso de la calle Comercio hasta que la persecución policial de la Piraña Divina del sevillano provocó la dispersión del grupo, marchándose con los hermanos Farriol a una casa rural en Ibiza, donde conviven con dos amigos valencianos, Montesol y Onliyú y participa en el álbum Nasti de plasti (1976).  
En sus primeros tebeos propios como Aa Valenciaa (1975) se le atribuyó una gran influencia de Robert Crumb, extremo que el valenciano negaba, entroncando su estilo con el de las Fallas La teórica Francisca Lladó, en su clasificación de dibujantes y guionistas del denominado boom del cómic adulto en España, lo considera un caso aislado dentro de la Nueva escuela valenciana a la que también pertenecen Mique Beltrán, Micharmut, Sento y Daniel Torres. Pronto compagina su trabajo en el mundo de la historieta (en la que destaca su serie Los garriris) con la ilustración, la escultura, el diseño gráfico y el interiorismo.

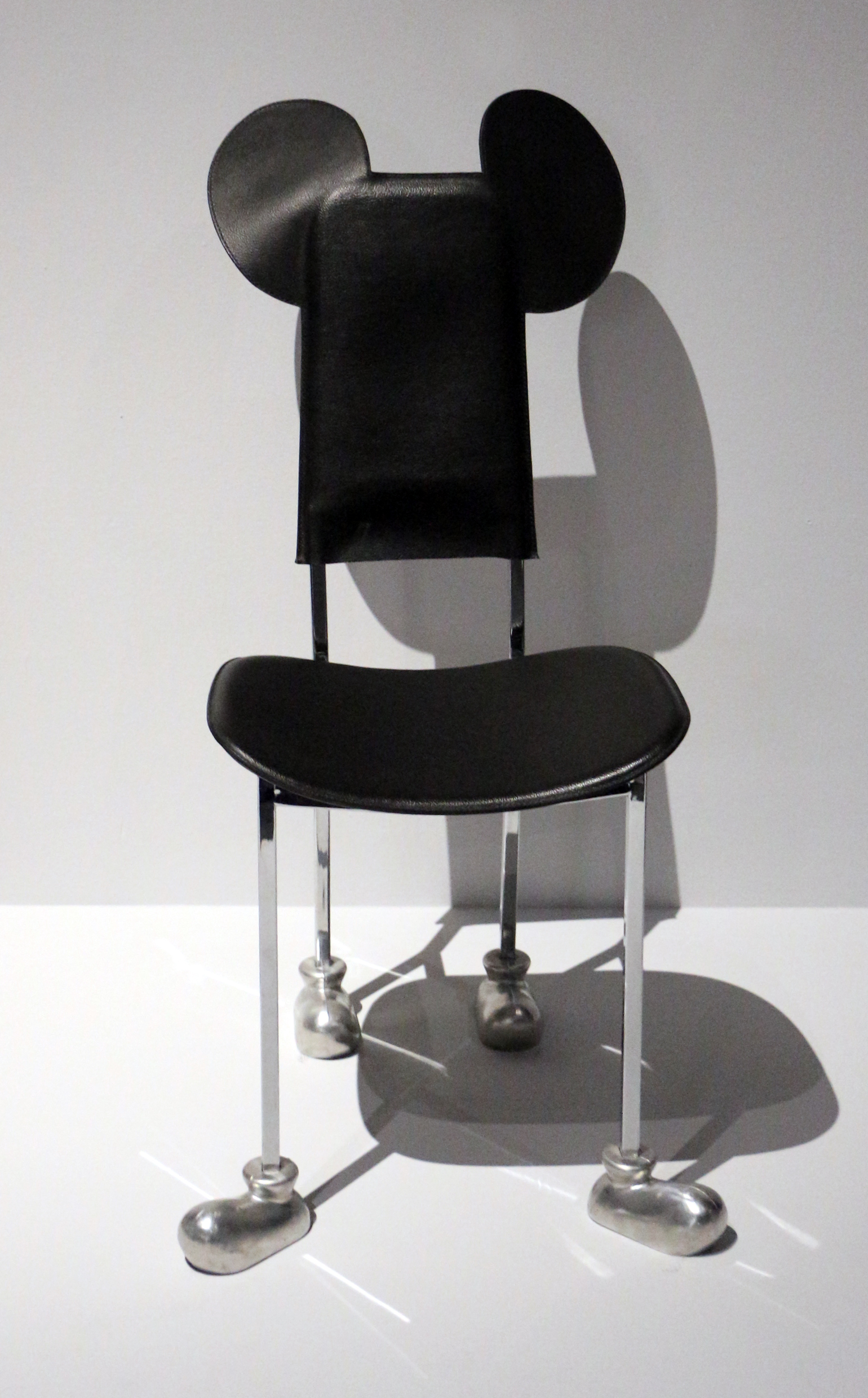
Garriris, 1987, Museo Nacional de Arte Moderno, París

En 1979 diseña el logotipo Bar Cel Ona, un trabajo que le aporta popularidad. Al año siguiente, abre en Valencia el primer bar firmado por Mariscal, junto a Fernando Salas, el Dúplex, para el que diseña una de sus más famosas piezas, el taburete Dúplex, auténtico icono de los ochenta. En 1981, su trabajo como diseñador de mobiliario le lleva a participar en la exposición "Memphis, an International Style", en Milán. En 1987 expone en el Centro Georges Pompidou de París y participa en la Documenta de Kassel. 
A lo largo de la década de los ochenta diseña varias colecciones de textil para Marieta y Tráfico de Modas y expone en la sala Vinçon de Barcelona. En 1989 Cobi es elegido como mascota para los Juegos Olímpicos de Barcelona 1992. La mascota fue acogida con gran polémica por su imagen rupturista, aunque el tiempo le dio la razón a su creador y ahora Cobi es reconocida como la más rentable de la historia de los Juegos modernos. Más adelante vendría la serie de animación The Cobi Troupe.
Crea el Estudio Mariscal en 1989 y colabora en diversos proyectos con diseñadores y arquitectos como Arata Isozaki, Alfredo Arribas, Fernando Salas, Fernando Amat o Pepe Cortés. Entre sus trabajos más destacados están las identidades visuales para el partido socialista sueco, Socialdemokraterna; la radio española Onda Cero; el Zoo de Barcelona; la Universidad de Valencia; el centro de diseño y arquitectura Lighthouse en Glasgow, el centro cultural GranShip (Japón) o la empresa de postproducción londinense Framestore. 

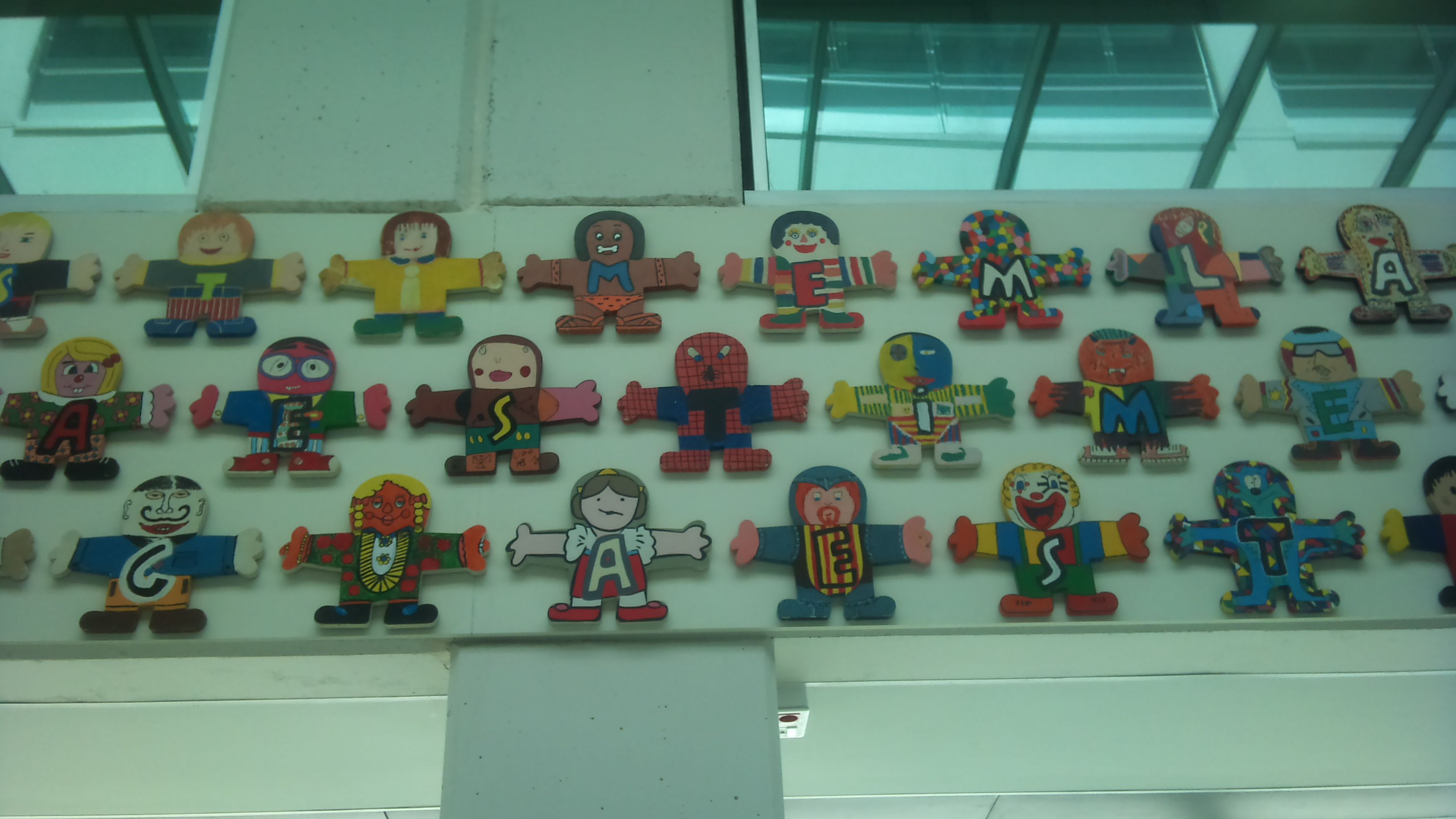
Vista parcial del mural realizado por Javier Mariscal y los estudiantes de las escuelas en valenciano, en la "Trobada d'escoles en valencià" del año 1995

En 1991, junto a otros tres autores (Pere Joan, Nazario Luque, Alfredo Pons) y al especialista Joan Navarro retiró su colaboración de la exposición "Una Historieta democrática" como protesta por 

la complicidad del Gobierno Español en la Guerra del Golfo y especialmente por la actitud adoptada por el Ministerio de Cultura.

En 1995 Twipsy es elegida mascota de la Expo 2000 de Hanóver. El éxito de esta mascota dará lugar a la serie Twipsy, en la que el protagonista es un mensajero del espacio virtual y la acción se sitúa en Internet. Twipsy fue vendida a más de cien países. También en 1995 diseña para la productora italiana Moroso la colección Muebles Amorosos, que incluye uno de sus muebles más exitosos, el sillón Alexandra, cuyas formas orgánicas y el uso que hace del color comunican el estilo vitalista y extravertido que caracteriza los objetos de Mariscal.
En 2000 participó en la exposición organizada por el Impiva y el Ministerio de Economía, Signos del siglo. 100 años de diseño gráfico en España, muestra que reconocía la aportación de los diseñadores españoles a la calidad de vida, al éxito de muchos productos y empresas, a la diversidad y a la creatividad. La participación de Javier Mariscal en dicha exposición fue junto a otros 18 diseñadores valencianos ofreciendo una panorámica del diseño realizado por los profesionales valencianos como José Ramón Alcalá, Sebastián Alón, Arturo Ballester, Paco Bascuñán, Luis Dubón, Sandra Figuerola, Marisa Gallén, Pepe Gimeno, Luis García Falgá, Lavernia y asociados, Nacho Lavernia, Juan Nava, Daniel Nebot, Belén Payá, Rafael Ramírez Blanco, Josep Renau, Miguel Ripoll y Carlos Ruano.
En 2002, su trayectoria multidisciplinar culmina con el diseño integral del Gran Hotel Domine Bilbao, asomado al Museo Guggenheim de Bilbao y a la ría, cuyo concepto creativo se basa en reflejar la Historia del diseño del siglo XX. Mariscal idea desde los uniformes a la fachada, pasando por la imagen gráfica, su sitio web y tiendas en línea de un producto tan valenciano como las naranjas ecológicas. El interiorismo del GHDB lo hace junto a Fernando Salas, quien también colaborará en Calle 54 Club, un proyecto del que forma parte Fernando Trueba y que aporta a Madrid un espacio en directo donde actúan los más prestigiosos músicos del jazz latino, como Bebo Valdés o Paquito D'Rivera. También en Madrid se ubica el Hotel Puerta América (2003-2005), del grupo Silken, un proyecto en el que participan los mejores estudios de arquitectura y diseño del momento. Estudio Mariscal y Fernando Salas se encargan del interiorismo de la planta once.
Otra muestra de su vocación interdisciplinar es el espectáculo audiovisual Colors, estrenado en Barcelona 1999 y protagonizado por el robot Dimitri, otra de las criaturas de Mariscal. El guion de Colors lo ha adaptado para las frecuentes conferencias sobre diseño que realiza por todo el mundo, que más que conferencias son divertidos espectáculos de bolsillo teñidos de humor y ternura.  
En 2005 hace varios objetos para la colección infantil Me Too, de Magis, una fructífera colaboración que continúa en la actualidad. La imagen de la entidad financiera española Bancaja; de la 32nd America’s Cup, de la nueva marca de bolsos de Cámper, Camper Forhands, así como el interiorismo del restaurante Ikea de Vitoria son algunos de sus últimos trabajos, que sigue compaginando con su tarea artística. 
En 2006 ha participado en ARCO con la escultura Crash!, un homenaje al diseño optimista de los años 50 y una forma de decir que aquella confianza en el futuro ha explosionado porque ahora toca pensar en cómo hacer posible que haya futuro. También realiza la decoración de El Teatro del Bosque en Móstoles (Madrid).
En 2007, realiza la imagen visual para la 32.ª edición de la America’s Cup. El diseño del libro 1080 recetas de cocina, de Simone Ortega, editado por Phaidon, es un trabajo muy personal, con más de cuatrocientas ilustraciones. Se presenta en el Salón del Mobile de Milano piezas de mobiliario infantil para Magis. La cubertería de El País ha logrado acercar el diseño de Mariscal a un público muy amplio y diverso. El nuevo banco por internet de Bancaja, tubancaja.es, ha protagonizado el trabajo de los interactivos. 
En 2008, Mariscal presentó en Milán la colección de Uno Design para el contract. En Londres, la nueva imagen de Framestore. Se inaugura la pérgola escultórica para el Hospital Río Hortega de Valladolid, y abre la nueva tienda de H&M en Portal de l’Àngel de Barcelona, diseñada íntegramente por Estudio Mariscal. 
En 2009, la exposición sobre toda la trayectoria de Mariscal y el Estudio, titulada Mariscal Drawing Life, se mostró en el Design Museum de Londres. En paralelo se publicó el libro monográfico con el mismo título, editado por Phaidon. Otro libro, esta vez dedicado a su trabajo artístico, salió por las mismas fechas: Mariscal Sketches, editado por Nova Era. 
En 2010 presentó la exposición retrospectiva del trabajo de Javier Mariscal y Estudio Mariscal, Mariscal en la Pedrera, llena de color y sorpresas, que recibió 150.000 visitantes. Publicó la novela gráfica Chico & Rita, editada por Sins Entido y la película de animación Chico & Rita viajó por festivales internacionales de cine de todo el mundo. La película se ha estrenado en España el 25 de febrero de 2011. En el Salone del Mobile di Milano 2011 ha presentado piezas de mobiliario para Artemide, Nemo Cassina, Leuco, Uno Design, Mobles 114 y Vondom Archivado el 21 de abril de 2018 en Wayback Machine. Desde 2014, es miembro del claustro de profesores del Centro Universitario CESINE de Santander en los grados de diseño. En la noche del 27 de enero, su hermano Santiago Errando falleció en un accidente de tráfico con choque frontal en la N-234, en las inmediaciones de la localidad zaragozana Torralba de Ribota.
Mariscal dibujó y codirigió, con el director ganador del Oscar Fernando Trueba, el largometraje de animación hispano-británico de 2010 Chico y Rita. 
La película celebra la música y la cultura de Cuba y describe una historia de amor con telones de fondo de La Habana, Nueva York, Las Vegas, Hollywood y París a finales de los años 1940 y principios de los 1950. La película fue nominada al Premio de la Academia a la Mejor Película de Animación.
Él y Trueba colaboraron por segunda vez en la película animada de 2023 Dispararon al pianista.

## Obra

### Mascotas
- 1987, Cobi
- 1992, Twipsy
- 1992, Petra

### Esculturas
- 1987, La Gamba

### Marcas
- 1989, Onda Cero Radio

### Películas
- 2010, Chico y Rita.
- 2013, Los amantes pasajeros; diseño gráfico y cartel.
- 2023, Dispararon al pianista.

### Novelas gráficas
- 2010, Chico y Rita. Editorial Sins Entido
- 2023,   Dispararon al pianista . Editorial Salamandra Graphic.

## Premios y nominaciones
Premios Óscar
| Año  | Categoría                   | Película     | Resultado |
| ---- | --------------------------- | ------------ | --------- |
| 2012 | Mejor película de animación | Chico y Rita | Nominado  |

En 1999 recibe el Premio Nacional de Diseño que concede el Ministerio de Industria español y la Fundación BCD en reconocimiento a toda una trayectoria profesional.